# Pargny-lès-Reims
Pargny-lès-Reims település Franciaországban, Marne megyében. Lakosainak száma 496 fő (2022. január 1.). Pargny-lès-Reims Bouilly, Coulommes-la-Montagne, Jouy-lès-Reims, Les Mesneux, Ormes és Saint-Euphraise-et-Clairizet községekkel határos.

## Népesség
A település népességének változása:
| Lakosok száma | 334  | 353  | 352  | 321  | 418  | 445  | 462  | 475  | 478  | 496  |
|               | 1968 | 1982 | 1990 | 2006 | 2013 | 2015 | 2017 | 2019 | 2020 | 2022 |